# Calophasia hamifera
Calophasia hamifera is een vlinder uit de familie uilen (Noctuidae). De wetenschappelijke naam is voor het eerst geldig gepubliceerd in 1863 door Staudinger.
De soort komt voor in Europa.